# Gauchito Gil
Gauchito Gil é um lendário personagem da cultura popular argentina. Seu nome completo era Antonio Mamerto Gil Núñez, e supostamente nasceu na área de Pagamento Ubre, hoje Mercedes, província de Corrientes, possivelmente na década de 1840, e morreu a 8 de janeiro de 1878.

Pintura de uma casa no bairro argentino de Rosário

É considerado o mais proeminente santo gaúcho na Argentina. Não está incluído na liturgia católica.

## A lenda

### Primeira versão
Antonio Gil teria sido um trabalhador gaúcho rural, adorador de São Morte, que teve um romance com uma viúva endinheirada. O relacionamento o fez ganhar a inimizade dos irmãos da viúva e do chefe de polícia local que havia cortejado a mesma mulher. Dado o perigo, Gil deixou a área e se alistou para a Guerra da Tríplice Aliança (1864-1870) contra o Paraguai. Em seu regresso, foi recrutado pelo Partido Autonomista para lutar na guerra civil correntina contra o opositor Partido Liberal, porém desertou. Dado que a deserção era um delito, foi capturado, colocado de pé encostado a uma árvore com espinhos e morto com um corte na garganta. Gil disse a seu carrasco que deveria rezar em seu nome pela vida de seu filho, que se encontrava muito doente. O carrasco assim o fez, e seu filho sarou milagrosamente. Ele então deu ao corpo de Gil um enterro apropriado e as pessoas que participaram do féretro construíram um santuário.

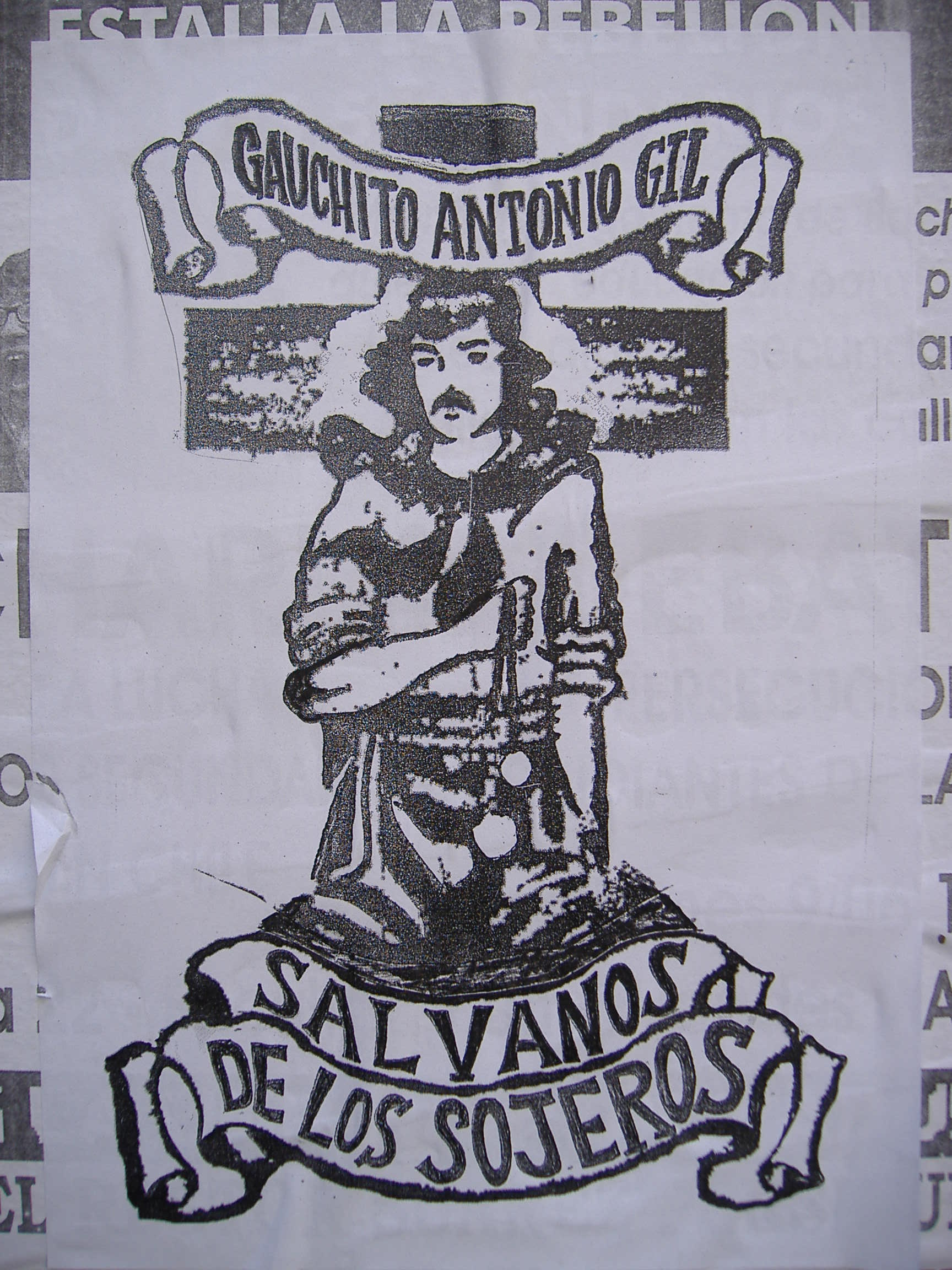
Gauchito Gil

### Segunda versão
Outra versão relata que Gil era um abigeato que se uniu aos pobres. Recrutado para combater na Guerra da Tríplice Aliança, desertou e foi perseguido. Quando o capturaram, um comissário estava para lhe atirar, quando Gil lhe disse: "Não me mates. Vai chegar a prova de minha inocência." O comissário então respondeu: "Não irá te salvar." Foi então que Gauchito Gil disse: "Quando chegar a carta que prova minha inocência, receberá a notícia que seu filho está morrendo por causa de uma grave doença. Reze para mim que ele se salvará, porque hoje está derramando o sangue de um inocente." Nessa época se acredita que invocar o sangue de um inocente era milagroso. Ao chegar em casa, o comissário encontrou seu filho doente, rezou por Gauchito Gil e seu filho se curou. Ele então retornou ao local onde estava o corpo e lhe concedeu um enterro.

### Terceira versão
Gauchito Gil dirigia um grupo autônomo que ia de povoado em povoado saqueando, roubando os ricos para dar aos pobres e matando todo liberal que cruzasse seu caminho. Era devoto de São Morte e dizia que era impossível ser assassinado à bala. Foi capturado por um grupo de homens do Partido Liberal e degolado perto de Mercedes Corrientes.

## Santuário e adoração

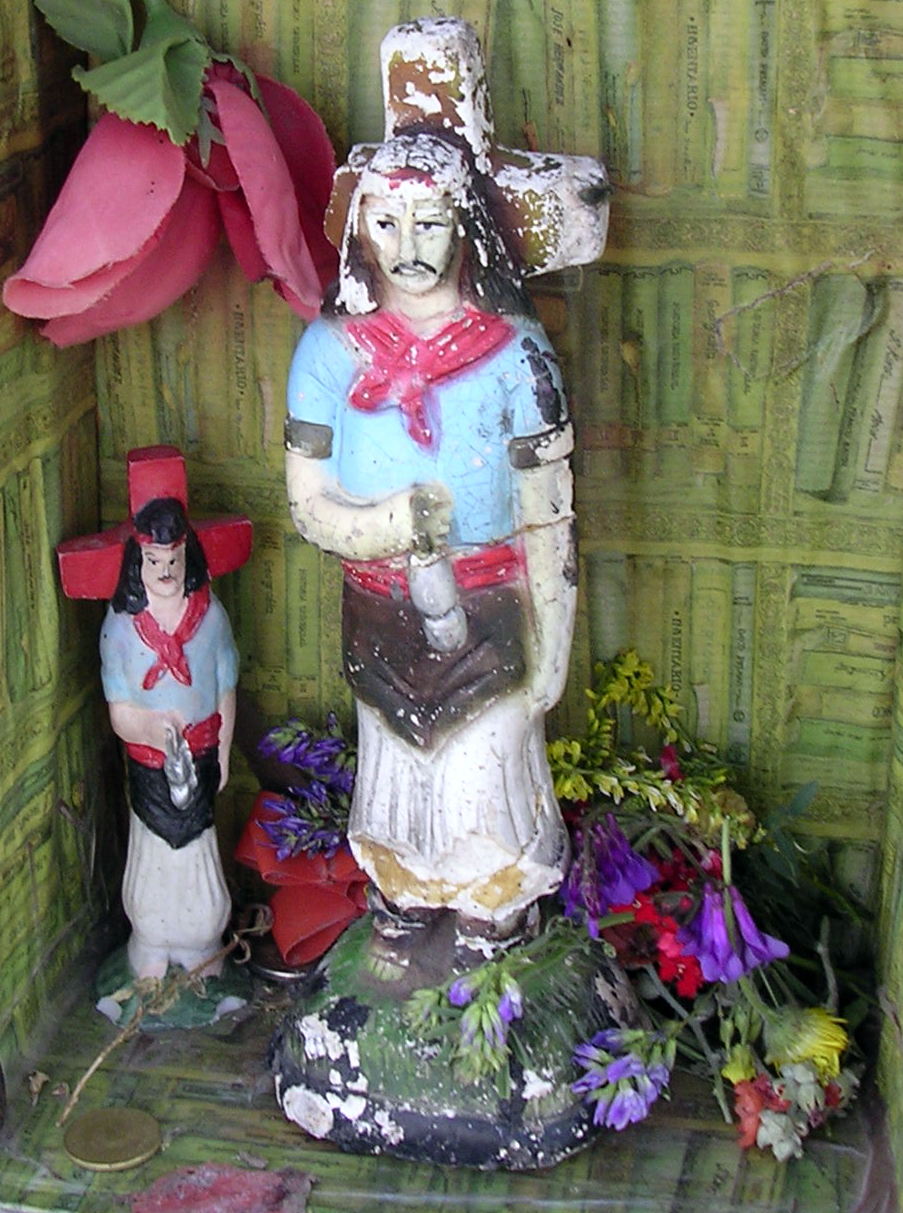
Imagem de Gauchito Gil em seu santuário

Existe a tradição de envolver com bandeiras vermelhas ou pintar da mesma cor os santuários de veneração de Gauchito Gil, dado que a cor caracteriza o Partido Autonomista da Província de Corrientes.
Atualmente, o santuário construído no local de seu túmulo, localizado a cerca de 8,2 km da cidade de Mercedes, recebe centenas de milhares de peregrinos a cada ano, especialmente a 8 de janeiro, dia do aniversário da morte de Gil.
O culto a Gauchito Gil se espalhou a partir da província de Corrientes para o resto do país, incluindo a província de Chaco, Santa Fé, Córdoba, Mendoza, província de Buenos Aires e até mesmo a Capital Federal e a província de Terra do Fogo. Os fiéis são muitas vezes tementes a São Morte como as histórias estão fortemente interligadas.